# Stazione di Passignano sul Trasimeno
Stazione di Passignano sul Trasimeno vasútállomás Olaszországban, Passignano sul Trasimeno településen.

## Vasútvonalak
Az állomást az alábbi vasútvonalak érintik:
- Foligno-Terontola-vasútvonal

## Kapcsolódó állomások
A vasútállomáshoz az alábbi állomások vannak a legközelebb:
- Stazione di Tuoro sul Trasimeno
- Stazione di Torricella